# George Lilanga
George Lilanga (ur. 1934 w Kikwetu, zm. 27 czerwca 2005 w Dar es Salaam) – tanzański artysta. Pochodzi z żyjącego na granicy Tanzanii oraz Mozambiku plemienia Makonde, natomiast większość swojego życia spędził w Dar es Salaam. Jest postrzegany jako jeden z najwybitniejszych przedstawicieli współczesnej sztuki afrykańskiej. Jego prace były pokazywane na międzynarodowych wystawach w Düsseldorfie, Paryżu, Londynie, Tokio czy Waszyngtonie. Przez ponad 40 lat aktywności artystycznej, Lilanga uprawiał różne dziedziny sztuk plastycznych, lecz najbardziej znane są jego obrazy oraz rzeźby.

## Życiorys
Dokładne miejsce urodzenia George'a Lilangi nie jest znane, natomiast wiadomo, że urodził się w 1934 roku w jednej z wiosek Kikwetu w regionie Mtwara na południu Tanzanii. Oboje jego rodzice pochodzili z mozambickiego plemienia Makonde. Kiedy Lilanga był dzieckiem, jego ojciec odszedł do innej kobiety, a George wraz z całą rodziną przeprowadził się do miasta Lutamba w południowej Tanzanii. Tam zdobył średnie wykształcenie i rozpoczął swoją przygodę ze sztuką.
Lata 1961-1972 były okresem w którym George Lilanga zajmował się rzeźbą. Jego pierwszym materiałem były miękkie korzenie manioku, potem artysta zajął się rzeźbieniem w hebanie (który został rozsławiony na świecie dzięki rzeźbiarzom z plemienia Makonde). Tematami prac były kolorowe postacie związane z mitologią jego ludu, zwane Mashetani.
Ważnym krokiem w życiu Lilangi była przeprowadzka do Dar es Salaam w 1970 roku, gdzie dołączył do grupy rzeźbiarzy. Aby mieć pieniądze na utrzymanie, artysta znalazł zatrudnienie w nowo powstałej galerii i miejscu skupiającym miejscowych artystów zwanym Nyumba ya Sanaa (ze sw. Dom Sztuki; obecnie Nyerere Cultural Centre) jako stróż nocny. Jego talent został szybko odkryty przez będącą w kadrze kierowniczej siostrę Jean Pruitt i George Lilanga stał się dzięki temu jednym z podopiecznych tanzańskiego centrum kultury. Pobyt w Nyumba ya Sanaa poszerzył repertuar jego zdolności artystycznych o różne techniki malarskie (batik, mural, obrazy na koziej skórze, arkuszach blachy i płótnie).
Wydarzeniem, które przyniosło międzynarodową sławę tanzańskiemu artyście, była zorganizowana w 1978 roku wystawa w Waszyngtonie, poświęcona afrykańskiej sztuce. Aż 100 z 280 zaprezentowanych prac należało do George’a Lilangi, co poskutkowało serią wystaw w Stanach Zjednoczonych, Europie oraz Japonii oraz uznaniu artysty, za głównego przedstawiciela obrazów kultury Suahili.
Lilanga pracował do końca swojego życia, jednak podczas ostatnich lat tworzenia, nękany był przez różne dolegliwości. W 2000 roku z powodu gangreny amputowano mu nogę, co jednak nie przeszkodziło artyście dalej tworzyć. W końcowych latach życia, tworzył on małe (22,5 x 22,5 cm) obrazki na koziej skórze.
George Lilanga zmarł 27 czerwca 2005 roku w swoim mieszkaniu-atelier w Dar es Salaam.

## Twórczość

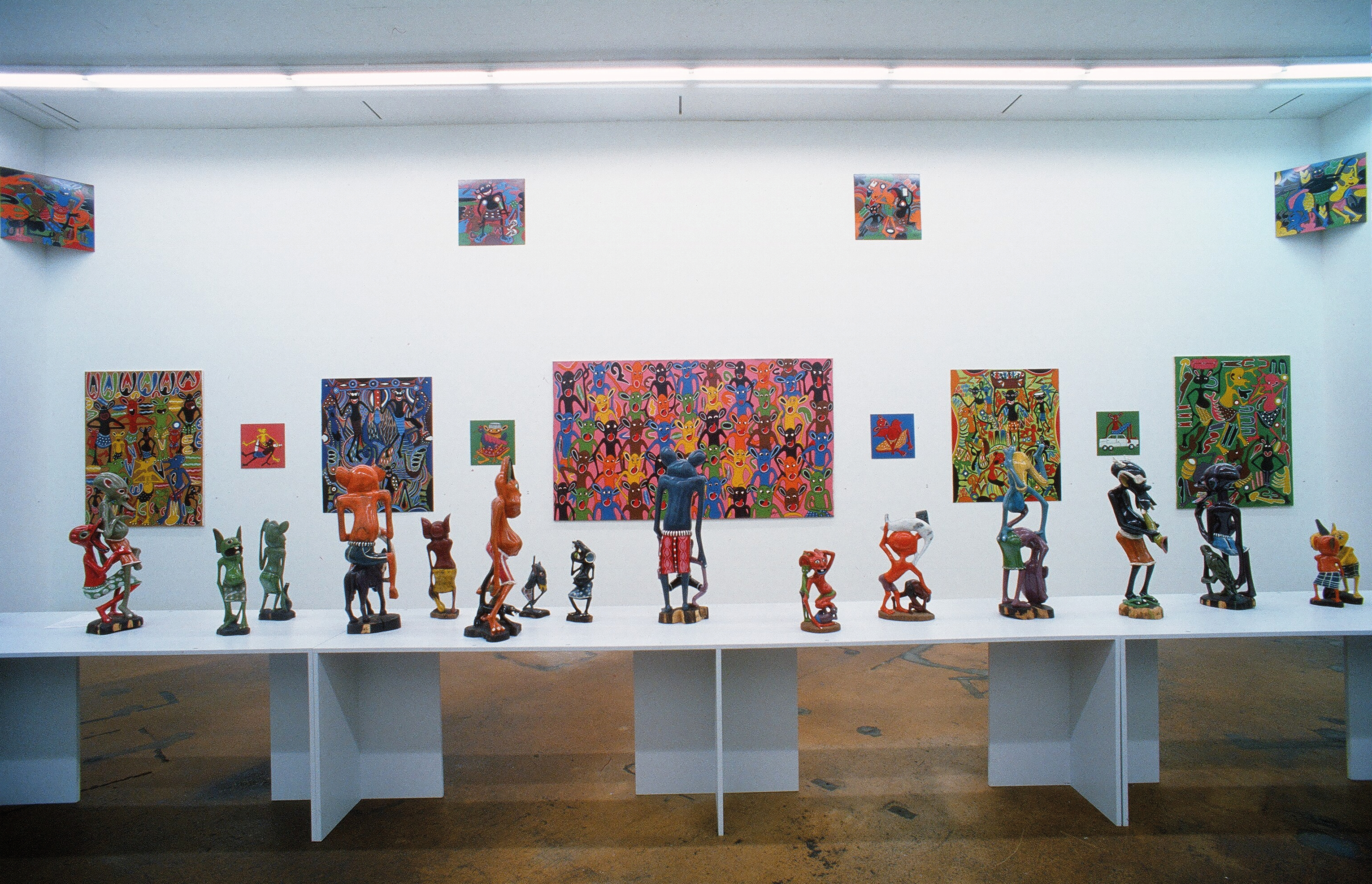
Wystawa G. Lilangi, rzeźby na stołach i obrazy na ścianach, 2002.

Prace tanzańskiego artysty są satyrą na otaczający go świat. W swoich dziełach George Lilanga przedstawiał głównie życie swojego ludu jako mashetani – duchowych, człekokształtnych postaci, które charakteryzowały po 2 palce u każdej dłoni, 3 palce u każdej stopy, powiększone usta oraz wydłużone uszy i nos. Reszta ciała była humanoidalna. Charakteryzowały one różne przywary Afrykańczyków – lenistwo, zapatrzenie na Zachód czy przekupstwo, jednak cechy te artysta przedstawiał bez napiętnowania, lecz z humorem.
Rzeźby z drewna, pomalowane lakierem na jaskrawe kolory, mające około 30–40 cm wysokości, przedstawiają pojedyncze figury mashetani.
Obrazy można podzielić na dwa typy. Pierwszy posiada kompozycję otwartą, składa się z natłoku postaci, które wypełniając cały obraz, tworzą barwną mozaikę. Drugi typ posiada kompozycję zamkniętą, a mashetani przedstawiają różne sceny z życia ludu Makonde. Oba typy są niezwykle kolorowe i utrzymane w radosnym nastroju.
George Lilanga podkreśla satyryczny klimat prac przez nadawane im tytuły – są one długie i opisowe, np. „Oni są zdziwieni, skąd pochodzi ta głowa” (z ang. They are astonished, where did the head come from?), „Nie masz oczu, więc jak chodzisz?” (z ang. You have no eyes, how do you walk?) czy „Przyjacielu, czy te owoce są słodkie?” (sw. Je mwenzangu, matunda haya matamu?).